# 31203 Hersman
31203 Hersman este un asteroid din centura principală de asteroizi.

## Descriere
31203 Hersman este un asteroid din centura principală de asteroizi. A fost descoperit pe 6 ianuarie 1998 la Stația Anderson Mesa de Marc W. Buie. El prezintă o orbită caracterizată de o semiaxă mare de 2,92 ua, o excentricitate de 0,09 și o înclinație de 2,6° în raport cu ecliptica.